# Visual Studio Code
Visual Studio Code (kurz VS Code) ist ein kostenloser Quelltext-Editor von Microsoft. Visual Studio Code ist plattformübergreifend für die Betriebssysteme Windows, macOS und Linux verfügbar. Visual Studio Code basiert auf dem Framework Electron und ermöglicht u. a. Syntaxhervorhebung, Code-Faltung, Debugging, Autovervollständigung und Versionsverwaltung.

## Unterschiede zu Visual Studio
Bis auf den Namen, das Logo und einige Funktionen wie IntelliSense hat Visual Studio Code nichts mit Visual Studio gemeinsam. Im Unterschied zu Visual Studio arbeitet Visual Studio Code nicht mit Projektdateien, sondern auf Basis von Quelltextdateien und Ordnern und auch mit Textdateien. Aus diesem Grund arbeitet VS Code mit sogenannten Workspaces (Arbeitsumgebungen), die einen Bearbeitungszustand, Reihenfolge der geöffneten Dateien und deren Zeilenposition speichern. Diese Workspaces können auch wieder aufgerufen werden, zum Beispiel beim Start von VS Code und beim Öffnen einer Workspace-Datei.

## Sprachunterstützung
Visual Studio Code dient vorrangig zur Programmierung mit Programmier- und Auszeichnungssprachen wie Batch, C#, C++, Clojure, CoffeeScript, Coldfusion (Adobe/Lucee), CSS, Dart, Dockerfile, F#, Go, Groovy, Handlebars.js, HTML, Ini, Java, JavaScript, JSON, Julia, Less, Lua, Makefile, Markdown, Objective-C, Perl, PowerShell, PHP, Python, R, Ruby, Rust, Sass, SQL, Swift, TypeScript, Visual Basic und XML.
Durch Plug-ins kann die Unterstützung beliebiger Sprachen eingebaut werden.

## Geschichte
Die erste finale Version (1.0.0) von VS Code erschien am 14. April 2016 auf Deutsch und in neun anderen Sprachen. Dabei bezifferte Microsoft die Anzahl der monatlich aktiven Nutzer von VS Code auf 500.000. In der Version 1.17 (4. Oktober 2017) wurde ein orangefarbenes Logo verwendet, welches auf viel Kritik stieß und wieder durch ein blaues Logo für die stabilen VS Code-Versionen bzw. grün für die VS Code Insider-Vorabversion ersetzt wurde. Mit Version 1.35 wurden die Logos für VS Code und VS Code Insider erneut überarbeitet, ab diesem Zeitpunkt wird auf allen Plattformen das gleiche Logo verwendet.

## Entwicklung
Visual Studio Code wird hauptsächlich von einem Team in der Schweiz entwickelt, das von Erich Gamma geleitet wird. VS Code wird als offenes Projekt auf GitHub entwickelt. Es erscheint monatlich eine neue Version mit neuen Funktionen, für diese werden im Laufe des Monats 1 bis 2 Fehlerbehebungen veröffentlicht. Neben dem monatlichen Veröffentlichungszyklus wird täglich eine Insiderversion herausgegeben, die den aktuellen Entwicklungsstand wiedergibt. VS Code ist mit 19.000 Mitwirkenden das am stärksten unterstützte Projekt auf GitHub.

## Erweiterbarkeit
Visual Studio Code kann über Plug-ins erweitert werden. Die Plug-ins werden als Extensions bezeichnet. Zur Erstellung wird von Microsoft eine Dokumentation zur Verfügung gestellt. Zahlreiche offizielle Spracherweiterungen sind mit dem offenen Language Server Protocol implementiert.
In einem 2024 erschienenem Paper konnten Forscher Schwachstellen in mehreren Plug-ins identifizieren, welche teilweise millionenfach installiert wurden. Diese Schwachstellen ermöglichen Angreifern das Ausführen von Code auf dem Zielrechner. Die Forscher kritisieren, dass Visual Studio Code die Zugriffsberechtigungen von Plug-ins nicht stärker beschränkt.

## Lizenz
Der auf GitHub veröffentlichte Quelltext (Code - OSS) steht unter der MIT-Lizenz, einer von der OSI anerkannten Open-Source-Lizenz. Die auf der Microsoft-Website erhältlichen Binaries haben Microsoft-Markenkennzeichen und eine spezifische Konfiguration. Sie stehen unter einer proprietären Lizenz von Microsoft, in der sich Microsoft u. a. das Recht sichert, Nutzungsdaten zu übermitteln.
Mit VSCodium steht eine alternative Distribution der Software zur Verfügung, die ausschließlich auf dem Open-Source-Code aufbaut und weder die Markenkennzeichen noch die Telemetrie-Funktionen von Microsoft enthält.